# Colobogaster peruviana
Colobogaster peruviana es una especie de escarabajo del género Colobogaster, familia Buprestidae. Fue descrita científicamente por Obenberger en 1924.